# William Tans'ur

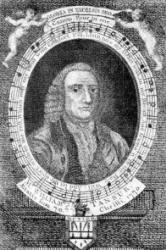
William Tans'ur

William Tans'ur, född 1700 i Dunchurch, död 7 oktober 1783 i St. Neots, var en engelsk kringresande pedagog och organist, bland annat i St. Neots. Han finns representerad i Den svenska psalmboken 1986 med en tonsättning från 1734 av ett verk (nr 137) som används även till en annan psalm (nr 203). Samma melodi användes också i Koralbok för Nya psalmer, 1921 till flera psalmer.

## Psalmer
- Den kärlek du till världen bar (1986 nr 137) samma som till:
  - Fram skrider året i sin gång (Sionstoner 1889 nr 401, 1921 nr 645, 1986 nr 203) Finns på Wikisource.
  - Räds ej bekänna Kristi namn (1921 nr 604) Finns på Wikisource.
  - O tänk, när en gång samlad står (1921 nr 672)